# Longchirurgie
Longchirurgie is de chirurgie aan of in de longen. De thorax kan met een grote chirurgische wond geopend worden (thoracotomie) of met een kijkoperatie met een aantal kleine gaatjes in de thorax (thoracoscopie). Dit laatste valt onder de minimaal-invasieve chirurgie.

## Voorbeelden van longoperaties
- lobectomie, een longoperatie waarbij een gedeelte van een long wordt verwijderd.
- Pneumonectomie of pneumectomie, waarbij een hele long wordt verwijderd.
- VATS ofwel Video-Assisted Thoracic Surgery
- VATS-lobectomie bij longkanker